# Shangsi
Der Kreis Shangsi (chinesisch 上思县, Pinyin Shàngsī Xiàn; Zhuang Sangswh Yen) ist ein Kreis im Autonomen Gebiet Guangxi der Zhuang in der Volksrepublik China. Er gehört zum Verwaltungsgebiet der bezirksfreien Stadt Fangchenggang. Shangsi hat eine Fläche von 2.813 Quadratkilometern und zählt 216.900 Einwohner (Stand: 2018).

## Administrative Gliederung
Auf Gemeindeebene setzt sich der Kreis aus zwei Großgemeinden und acht Gemeinden zusammen. 